# Chiaserna
Chiaserna è una  frazione montana del Comune di Cantiano in provincia di Pesaro e Urbino nella Regione Marche.
È situata a 480 m s.l.m. alle pendici del Monte Catria (1.701 m) nel suo versante a sud-ovest. È l'ultimo paese che si incontra nella salita verso la vetta della montagna. Dopo il capoluogo comunale, Chiaserna è la frazione più popolosa.
Ricca di storia, fu sede stanziale già in epoca pre romana essendo stata identificata dagli storici come sede della tribù dei Claverni - da cui il nome della frazione - una delle tribù che dava corpo agli Ikuvini, popolazione umbra che aveva per capitale l'antica Ikuvium (Gubbio), come dettagliato nelle celebri Tavole Eugubine. Nell'alto medioevo fu anche sede della prestigiosa Abbazia di Sant'Angelo, importante monastero di fondazione camaldolese direttamente dipendente da Fonte Avellana, in cui soggiornò anche San Pier Damiani.
Ogni primo sabato e domenica di agosto si svolge la Sagra del Polentone alla Carbonara Chiasernese e ogni secondo sabato e domenica di ottobre si svolge la Mostra Mercato del Cavallo, dedicata alla razza locale del cavallo del Catria. Il pane di Chiaserna, riconosciuto come prodotto tipico nazionale e marchio collettivo registrato, ha un ruolo rilevante nell'economia del paese avendo mercato in tutta la provincia.